# Д’Аркур, Анн-Франсуа
Анн-Франсуа д'Аркур (фр. Anne-François d'Harcourt; 14 октября 1727 — 10 марта 1797, Амьен) — французский государственный деятель, маркиз де Бёврон, с 1784 герцог де Бёврон, лейтенант-генерал армий короля в Нормандии (1780), рыцарь орденов короля (1776).
Младший сын маршала Франции герцога Анн-Пьера д'Аркура и Терезы Евлалии де Бополь де Сент-Олер.
Был владельцем замка Шан-де-Батай в Верхней Нормандии.
Губернатор и командующий войсками в Шербуре в период губернаторства его старшего брата Франсуа-Анри д'Аркур в Нормандии. В 1786 принимал в городе короля Людовика XVI и Марию-Антуанетту, приехавших понаблюдать за строительством укрепленного порта.
Во время начала революции 1789 года находился в Руане, где сумел спасти от расправы интенданта провинции г-на Мосьона. Рост народного возмущения заставил его сложить командование и уехать в Париж. 10 августа 1792 безуспешно пытался защитить короля во время штурма дворца Тюильри. После ликвидации монархии укрылся в Амьене, где и умер.

## Семья
Жена (13.01.1749): Мари-Катрин Руйе де Жуи (ок. 1731—1812), дочь министра иностранных дел Антуана Луи Руйе, графа де Жуи, и Катрин Паллю.
Дети:
- Анна Луиза Катрин д'Аркур (Анна д'Аркур-Бёврон, 1750—1823). Муж (16.02.1767): Шарль Луи Эктор д'Аркур д'Олонд, маркиз д'Аркур (1743—1820)
- Мари-Франсуа д'Аркур (1755—1839), герцог д'Аркур
- Сесиль Мари Шарлотта Габриель д'Аркур (1770—1844). Муж (1788): Брюно де Буажелен, маркиз  де Буажелен (1767—1827)